# Código Sily
Código Sily es un programa de radio conducido por Coco Sily, que se emite desde Buenos Aires por Pop Radio 101.5. En su primera etapa, se transmitió de lunes a viernes de 16:00 a 19:00 horas (HOA) y, a partir de 2015, su horario cambió a lunes a viernes de 13:00 a 16:00 horas (HOA). El programa presenta una combinación de humor, actualidad y análisis social desde una perspectiva popular.

## Formato
El formato del ciclo combina humor, opinión y actualidad, que incluye columnas temáticas, reflexiones editoriales y participación de oyentes. Con un estilo directo y coloquial, el ciclo se caracteriza por su tono crítico y entretenido, con segmentos que abordan tanto la política como la vida cotidiana.

## Historia
El programa comenzó a emitirse desde 2011 por Pop Radio 101.5, convirtiéndose en uno de los ciclos radiales más representativos del estilo directo, popular y humorístico de Coco Sily. Durante su primera etapa, se mantuvo al aire hasta diciembre de 2020, cuando Sily dejó la emisora para asumir un nuevo ciclo en Radio 10.
En febrero de 2025, luego de cinco años de ausencia, Código Sily regresó a la programación de Pop Radio 101.5, retomando su horario tradicional de la tarde y rearmando su equipo de trabajo con nuevos y antiguos colaboradores.

## Integrantes
Última formación:
- Coco Sily (2011-presente): conductor principal
- Delfina Sciannamea (2011-presente): coconductora
- Diego Arvilly (2025-presente): columnista deportivo
- Milton Ré (2025-presente): humorista

Anteriormente participaron como columnistasː
- Luis Piñeyro (2012-2020): columinista[12]
- Martín Pugliese (2011-2020): humorista[13]
- Ludmila Gurchenco (2011-2020): coconductora
- María Celeste González (2013-2020): columnista[14]
- Carla Czudnowsky (2014-2018): periodista
- Charlie Nieto (2014-2018): columnista
- Karin Zavala (2014-2018): columnista
- Mabel González Romeo (2011-2013): columnista
- Loly Antoniale (2011-2012): columnista[15]
- Darío Barassi (2011-2012): humorista

## Invitados
- Escuelita de sexo: sección conducida por María Celeste González, enfocada en educación sexual.

- Columna de rock: a cargo de Eduardo Sily y actualmente, Ezequiel Sily, dedicada a la música rock.

- Columna de humor: presentada por Daniela Viaggiamari y Verónica Llinás.

- Columna de vida sana: Actualmente conducida por Chimi Meza, enfocada en bienestar y salud.

- Columna de espectáculos: Actualmente presentada por Nacho Rodríguez, dedicada a noticias del espectáculo.

## Personajes
- Pastelito: Un pastel de papa que vive en una heladera, interpretado por Darío Barassi

- Ejército de gordos: El conductor Coco Sily interpreta a un general de un ejército ficticio que representa a personas con sobrepeso, en oposición a nutricionistas que cuestionan sus hábitos de vida.

- Secretos Verduleros: Milton Ré interpreta al periodista de espectáculos Luis Ventura en una parodia del programa Secretos Verdaderos emitido por América TV, presentando informes sobre figuras de la farándula argentina con un tono satírico.

## Emisoras
| Año                     | Emisora         |
| ----------------------- | --------------- |
| 2011-2020-2025-presente | Pop Radio 101.5 |